# Beka (Rapper)
Beka (* 3. August 1984 in Würzburg; früher BK und vor 2019 auch Blut & Kasse, bürgerlich Benjamin Koeberlein) ist ein deutscher Rapper, der seit 2013 bei dem Label Wolfpack Entertainment unter Vertrag steht.

## Leben und Karriere
Benjamin Koeberlein wurde in Würzburg geboren und zog im Alter von neun Jahren mit seiner Mutter in den Süden der USA, wo er erstmals mit Rapmusik in Kontakt kam. Mit 13 Jahren kehrte er nach Deutschland zurück und lebte mit seiner Mutter zunächst in einem Frauenhaus. Drei Jahre später nahm Koeberlein erste Demotapes auf, die er deutschlandweit verschickte. Dadurch wurde das Berliner Rapduo Hecklah & Coch auf ihn aufmerksam und nahm mit ihm das Lied Mein Block auf, das auf der Juice-CD #35 erschien. Es folgten mehrere Untergrund-Mixtapes und Gastbeiträge auf Alben diverser deutscher Hip-Hop-Künstler.
2011 nahm der Rapper Sido Kontakt zu ihm auf und bat ihn um Unterstützung in seiner Castingshow Blockstars in Österreich. Koeberlein bekam eine Wildcard und wurde Teil der Siegerband 3punkt5. Zurück in Deutschland konzentrierte sich der Rapper auf seine Solokarriere und unterschrieb 2013 einen Vertrag beim Independent-Label Wolfpack Entertainment, auf dem er noch im gleichen Jahr sein Debütalbum Macher oder Träumer veröffentlichte.
Ein Jahr später erschien das Kollaboalbum 100% Macher, das Koeberlein zusammen mit dem Rapper Pedaz aufnahm und mit dem er erstmals Platz 75 der deutschen Charts erreichte. Am 9. Oktober 2015 erschien mit Machermodus das zweite Soloalbum des Rappers, das Rang 83 der Charts belegte.
Am 3. März 2017 wurde mit JOOJ sein drittes Soloalbum veröffentlicht, das Position 72 der deutschen Charts erreichte.
2019 änderte er seinen Künstlernamen von Blut & Kasse zu Beka. Nachdem er bereits auf Sidos Album Ich und keine Maske vertreten war, begleitete er Sido auch auf seiner Tausend Tattoos Tour.

## Diskografie
Alben
- 2013: Macher oder Träumer
- 2014: 100% Macher (Pedaz und Blut & Kasse)
- 2015: Machermodus
- 2017: JOOJ

EPs
- 2020: Shutdown
- 2022: Mic Drop

Mixtapes
- 2016: Macher Muzik

Exclusives
- 2003: Mein Block feat. Hecklah & Coch (Juice-Exclusive! auf Juice-CD #35)
- 2007: Alles ist gut feat. Hecklah & Coch (Juice-Exclusive! auf Juice-CD #74)

Gastbeiträge
- 2003: Alle wollen einem nehmen auf 360 Grad von Jubeko Records
- 2006: Ganz allein auf Bad Boys 2 von MOK
- 2006: Grauer Alltag auf Bad Boys 2 von MOK
- 2013: Pack die Pillen aus auf 13 vor 12 Mixtape von Twin
- 2014: Alles im Griff auf Checkpoint von Freshmaker
- 2014: Das Gesetz auf Stabil von Toony
- 2014: Unter der Brücke auf Nu eta da von Olexesh
- 2016: Wie ein Mann - Prachtkerle Remix auf Schwermetall von Pedaz
- 2016: Vergiss was sie erzählen auf Audio Anabolika von Silla
- 2016: Blind auf Leben II von Azad
- 2017: Dubai auf Racaille von Mortel
- 2018: Shoot auf 13439 von Shadow030
- 2018: Update auf Tod/Geburt von Pilz
- 2019: Gib ihm bös auf Regeneriert - EP von Karaz
- 2019: Kaputte Jungs von Pedaz
- 2019: Melatonin auf Ich und keine Maske von Sido
- 2019: Nicht so wie ihr auf Fusion von Freshmaker
- 2020: Motherfucker auf Diddy von AchtVier
- 2020: Highlevel auf No Limit von Freshmaker
- 2020: Begrabene Träume  auf Reasonable Kraut von Lakmann
- 2020: Wir machen auf Carnivora 2 von Punch Arogunz
- 2020: Check ab, Check das auf Feature EP von TaiMO
- 2021: Real Shit auf Mehr hungrig als satt von Jaill
- 2021: Überall auf Unsterblich von Silla
- 2021: Flipmode auf Futura von Miksu/Macloud
- 2021: MWNB auf Rosé von Jonesmann
- 2022: Ratatat auf Hoez & Broz II von Cashmo
- 2022: Nicht echt auf Mein Weg von DJ Stylewarz
- 2022: Sag ihnen - Remix von Erabi (feat. Cr7z, SOLO439, dieserBuddha, Mufasa069, Jeyz, Sinan49, Beka)
- 2022: was.los?! auf 4h39 - EP von Solo439